# Холл, Стивен (футболист)
Стивен Холл (англ. Steven Hall; род. 16 января 2005, Австралия) — австралийский футболист, вратарь английского клуба «Брайтон энд Хоув Альбион».

## Клубная карьера
Холл — воспитанник клуба «Аделаида Юнайтед». 1 января 2022 года в матче против «Веллингтон Феникс» он дебютировал в А-Лиге. В июле того же года подписал с клубом трёхлетний стипендиальный контракт.
В январе 2024 года перешёл в английский клуб «Брайтон энд Хоув Альбион».

## Достижения
Международные
 Австралия (до 20)
- Победитель молодёжного Кубка Азии — 2025